# Saison 13 des Mystères de l'amour
Chronologie
Saison 12 Saison 14
La treizième saison des Mystères de l'amour, série télévisée française créée par Jean-François Porry, est diffusée sur la chaîne TMC du 28 août 2016 au 26 novembre 2016.

## Distribution

### Acteurs principaux (dans l'ordre d'apparition au générique)
- Hélène Rollès : Hélène Watson
- Patrick Puydebat : Nicolas Vernier
- Tom Schacht : Jimmy Werner
- Angèle Vivier : Aurélie Breton
- Macha Polikarpova : Olga Poliarva
- Laure Guibert : Bénédicte Breton
- Serge Gisquière : Peter Watson
- Laly Meignan : Laly Polleï
- Richard Pigois : John Greyson
- Sébastien Roch : Christian Roquier
- Marion Huguenin : Chloé Girard
- Cathy Andrieu : Cathy
- Philippe Vasseur : José Da Silva
- Magali Semetys : Marie Dumont
- Frédéric Attard : Anthony Maugendre
- Marjorie Bourgeois : Stéphanie Dorville
- Audrey Moore : Audrey McAllister
- Fabrice Josso : Étienne Varlier
- Lakshan Abenayake : Rudy Ayake
- Michel Robbe : Jean-Paul Lambert
- Valentin Byls : Nicky McAllister
- Manon Schraen : Léa Werner
- Sowan Laube : Erwan Watson
- Maéva El Aroussi : Gwen Watson

### Acteurs récurrents
- Rochelle Redfield : Johanna McCormick
- Elliot Delage : Julien Da Silva
- Jean-Baptiste Sagory : Sylvain Pottier
- Ambre Rochard : Mélanie
- Tony Mazari : Hugo Sanchez
- Miglė Rim : Valentina
- Magalie Madison : Annette Lampion
- Bruno le Millin : Roger Girard
- Ambroise Di Maggio : Diego de Carvalho
- Miguel Saez : Antonio de Carvalho
- Karim Saison : Arnaud, le psy
- Julie Chevallier : Béatrice
- Jean-Luc Voyeux : Guéant

### Acteurs invités
- Carole Dechantre : Ingrid Soustal
- Nejma Ben Amor : Sarah, "l'extraterrestre"
- Quentin Demon : Renaud, le petit-ami de Gwen
- Charlotte Hoepffner : Juliette, la petite-amie d'Erwan
- Nicolas Audebaud : Régis
- Stephen Manas : Stephen, le saxophoniste (saison 8) devenu mannequin
- Olivier Quéméner : Olivier Morvan, le journaliste d'Info France
- Santha Leng : M. Tchang
- Sam Alliot : Sam
- Frédéric Jeannot : Maître Grinois
- Allan Van Drac : Producteur

## Liste des épisodes
1. Retour à la vie
2. Opération périlleuse
3. Comme au premier jour
4. Fuites et disparitions
5. Nouveau venu
6. Alliances
7. C'est la fête
8. Le bonheur des uns
9. Une journée à flipper
10. Chance et malchance
11. Flagrant délit
12. L'amour interdit
13. Soupçons
14. Tours et retours
15. Malaises
16. Difficiles aveux
17. Le scoop de l'année
18. Le destin
19. Enlèvement demandé
20. Fuites et retours
21. Plus dure sera la chute
22. Lorsque l'enfant paraît
23. Chasteté bien ordonnée
24. En quête de vérité
25. Le dessous des cartes
26. Aveux et révélation